# アリニ・スカトルト
アリニ・スカトルト(Haline Scatrut、1992年8月9日 - ）は、ブラジルの女子ラグビー選手。

## プロフィール
- ブラジル、サンパウロ出身[1]。
- 身長 169cm、体重 64kg

## 略歴
2016年、リオ五輪の7人制女子ブラジル代表に選ばれた。
そして2021年、東京五輪の7人制女子ブラジル代表に選ばれた。